# Шафик, Мохаммад Муса
Мохаммад Муса Шафик (пушту محمد موسى شفيق‎; 1932, Кабул — май 1978, там же) — государственный деятель Афганистана, юрист.

## Семья
По этнической принадлежности — пуштун, родился в семье религиозного деятеля маулави Мохаммада Ибрагима Камави.

## Образование
Окончил медресе «Дар-уль-Олюме шариа», Каирский университет «Аль-Азхар» (1955; со степенью бакалавра фикха, исламского права), Колумбийский университет в США (1957; со степенью магистра права, специализация — сравнительное законодательство). Во время учёбы работал практикантом в суде и прокуратуре Нью-Йорка. Основатель и председатель Общества студентов-мусульман в США.

Профессор Дмитрий Поспеловский обратил внимание на роль молодых, получивших хорошее образование юристов в модернизации Афганистана в 1960-е годы, выделяя среди них Шафика: 

Это он был главным составителем и редактором новой либеральной конституции 1964 года. Естественно, что «шариатщики», выпускавшиеся медресе, не могли конкурировать с широко образованными выпускниками университета. Благодаря этому шариат отступал, его место занимала подлинная юриспруденция, а неудачливые выпускники медресе из-за этого только озлоблялись и примыкали к реакционным силам, которые расцветут бурным цветом в постсоветском Афганистане и особенно у талибов.

## Юрист и дипломат
- В 1957 — преподаватель юридического факультета Кабульского университета.
- В 1957—1961 — начальник отдела кодификации законов министерства юстиции, одновременно — редактор журнала министерства юстиции «Аль Фаллах».
- В 1961—1963 — соучредитель и совладелец первой в Афганистане частной юридической фирмы.
- В декабре 1963 — марте 1966 — заместитель министра юстиции.
- В 1964 — член комиссии по подготовке Конституции и делегат Лойя Джирги, на которой была принята Конституция.
- В 1966—1968 — советник министерства иностранных дел.
- В 1968—1971 — посол Афганистана в Египте.
- С 26 июля 1971 по 17 июля 1973 — министр иностранных дел.

Был известен симпатиями к консервативной исламской организации «Братья-мусульмане». Поэт и писатель, автор книг на дари и пушту.

## Премьер-министр
С 12 декабря 1972 по 17 июля 1973, одновременно с постом министра иностранных дел, занимал пост премьер-министра Афганистана. Последний глава правительства при короле Захир Шахе. В момент его назначения в стране нарастал политический кризис, росли противоречия между правительством и парламентом, ослаблявшие монархическую власть.
Провозгласил политику создания «открытого общества». Проявил себя энергичным политиком, смог провести через парламент закон о бюджете на 1972/1973 финансовый год, который до этого не могли принять в течение девяти месяцев. Парламент также одобрил проект соглашения с Ираном о разделе вод реки Гильменд, подготовленный при активном участии Шафика как министра иностранных дел. Кроме того, парламентом были приняты законы о государственных служащих, о Промышленном банке Афганистане, об одобрении советского кредита в 100 млн рублей, а также о получении займов от США, Китая, Англии, Чехословакии, Болгарии, Всемирного банка и Банка Азиатского развития на общую сумму в 95 млн долларов. Премьер-министр убедил короля подписать законопроект о политических партиях, провинциальных советах и муниципалитетах, разработанный ещё в 1967. Также было объявлено о подготовке нового закона о собраниях и демонстрациях, пересмотре закона о печати. Уступкой левым силам стало официальное объявление Первого мая праздником рабочих.

По мнению российского исследователя В. Г. Коргуна, 

многие важные начинания премьера не были практически реализованы: история отпустила ему всего полгода на то, чтобы попытаться вывести страну из кризиса. Несмотря на все его усилия, система была обречена. Причём, как это ни звучит абсурдно, его энергичная деятельность ускорила падение режима: укрепление существовавшей политической системы могло свести на нет шансы рвавшегося к власти М. Дауда и поддерживавших его левых сил.

## Последние годы жизни
После свержения монархии и прихода к власти Мохаммада Дауда в июле 1973 был арестован; в 1975 (или 1976) освобождён по амнистии. Стал одним из неофициальных советников Дауда в последний период его правления, когда Дауд стал делать ставку на сближение с консервативными силами в ущерб левым радикалам.
После нового военного переворота (так называемой Саурской — Апрельской — революции) 1978 Шафик был вновь арестован и вскоре расстрелян в Кабуле.